# Anthurium atamainii
Anthurium atamainii är en kallaväxtart som beskrevs av Thomas Bernard Croat. Anthurium atamainii ingår i släktet Anthurium och familjen kallaväxter. Inga underarter finns listade.